# Kaczawa
El Kaczawa (en alemán: Katzbach) es un río de la voivodía de Baja Silesia en Polonia. Nace en las montañas Kaczawskie cerca de Kaczorów y fluye hacia el norte y noreste a través de las ciudades de Świerzawa, Złotoryja y Legnica. Entre sus afluentes está el Czarna Woda. Después de una longitud de 98 km, el Kaczawa desemboca en el río Oder en Prochowice. 
Kaczawa, entre Legnica y Dunino, fue el lugar de la batalla de Katzbach el 26 de agosto de 1813 durante las guerras napoleónicas. 